# Oriental do Tocantins
Oriental do Tocantins is een van de twee mesoregio's van de Braziliaanse deelstaat Tocantins. Zij grenst aan de mesoregio's Ocidental do Tocantins, Extremo Oeste Baiano (BA), Norte Goiano (GO), Sul Maranhense (MA) en Sudoeste Piauiense (PI). De mesoregio heeft een oppervlakte van ca. 121.787 km². In 2006 werd het inwoneraantal geschat op 488.192.
Drie microregio's behoren tot deze mesoregio:
- Dianópolis
- Jalapão
- Porto Nacional

Mesoregio's: Ocidental do Tocantins · Oriental do Tocantins

Microregio's: Araguaína · Bico do Papagaio · Dianópolis · Gurupi · Jalapão · Miracema do Tocantins · Porto Nacional · Rio Formoso